# Melacacidina
La melacacidina es un compuesto químico relacionado con las leucoantocianidinas. Se puede encontrar en Acacia crassicarpa.
La melacacidina puede provocar alergia de contacto a la acacia negra (Acacia melanoxylon).